# Церковь Иоанна Богослова (Колушкино)
Церковь Иоанна Богослова —  православный храм в слободе Колушкино Ростовской области. Принадлежит к Тарасовскому благочинию Шахтинской епархии Русской Православной церкви.

## История
Церковь Иоанна Богослова в слободе Колушкино Тарасовского района Ростовской области была построена в слободе Колушкино в 1881 году. Церковь строилась на средства и силами самих прихожан. Строительство церкви продолжалось с 1875 по 1881 год, а до этого времени богослужение совершалось в молитвенном доме, который был построен в 1871 году. Алтарь в молитвенном доме стоял на месте в последующем построенной церкви. После окончания строительства нового храма, в прежнем здании молитвенного дома функционировала церковно-приходская школа.
Новая церковь была построена из кирпича, имела покрытую листовым железом колокольню и таким же железом само здание храма. Церковь была вместительная и высокая. Церковь была однопрестольная — во имя Святого Апостола Иоанна Богослова.
Храмовый причт с 1876 по 1892 год содержался помещиками Ефремовыми. При церкви было 66 десятин земли, которая в 1893 году была передана храму по Указу Донской духовной консистории. На содержание причта прихожанами было положено 600 рублей. Из них 400 рублей полагалось священнику и 200 рублей — псаломщику. Причт также имел доходы от исправление духовных треб (церковных обрядов, совершаемый по просьбе прихожан). При церкви была своя караулка, два дома для причта и церковно-приходская школа. Церковно-приходская школа была открыта 11 ноября 1885 года.
В окрестностях храма существовали и другие церкви. Это церковь поселка Таново-Калитвенского Шерпаевского Донско-Богородицкая, слободы Степановки -Ефремовой Стефано-Архидьяконская и слободы Большинской Христорождественская. Попечителем церкви Иоанна Богослова с октября 1892 года был местный помещик хорунжий Федор Федорович Ефремов. Приходское попечительство было открыто в 1894 году.
В 1930-х годах храм был закрыт. Здание храма некоторое время использовалось под склад для зерна. В 1942 году во время Великой Отечественной войны в церковь попала немецкая авиабомба, которая разрушила колокольню. С 1960-х годов в храме работал прессовочный цех занимающийся обработкой овечьей шерсти. С начала 1990-х годов здание церкви пустует и нуждается в ремонте.

## Духовенство
Первым священником был Гринев Петр Дмитриевич.